# نشست ۲۰۱۸ سران ناتو
نشست ۲۰۱۸ سران ناتو (انگلیسی: 2018 Brussels summit)بیست و نهمین نشست رسمی رئیسان حکومت‌ها و کشورهای عضو ناتو بود که در تاریخ ۱۱ و ۱۲ ژوئیه ۲۰۱۸ در بروکسل برگزار شد.